# Gavin Williams (rugbysta)
Gavin Williams (ur. 25 października 1979 w Auckland w Nowej Zelandii) – nowozelandzki rugbysta, reprezentant Samoa, uczestnik Pucharu Świata 2007, mistrz świata do lat 21 w roku 2000 z reprezentacją Nowej Zelandii. Występował na pozycji obrońcy lub środkowego ataku.
Williams urodził się w Auckland w sportowej rodzinie – ojciec, Bryan Williams, również był rugbystą – 38 razy reprezentował Nową Zelandię. Także brat Gavina, Paul, uprawiał rugby – występował w Stade Français oraz reprezentacji Samoa.

## Kariera klubowa
Gavin swoją karierę rozpoczął w wieku 6 lat od gry w klubie Ponsonby. Następnie reprezentował barwy zespołów z Southland i Auckland. Podczas gry w tym drugim miał okazję wystąpić w spotkaniu przeciw British and Irish Lions w trakcie ich pobytu w Nowej Zelandii w 2005 r. W latach 2005–2007 reprezentował irlandzki klub Connacht Rugby.
Po mistrzostwach Williams przeniósł się z Irlandii do Francji. Przez dwa sezony reprezentował US Dax, występującym wówczas w Top 14. Po spadku tej drużyny do niższej klasy rozgrywek zmienił barwy klubowe na ASM Clermont Auvergne.

## Występy międzynarodowe

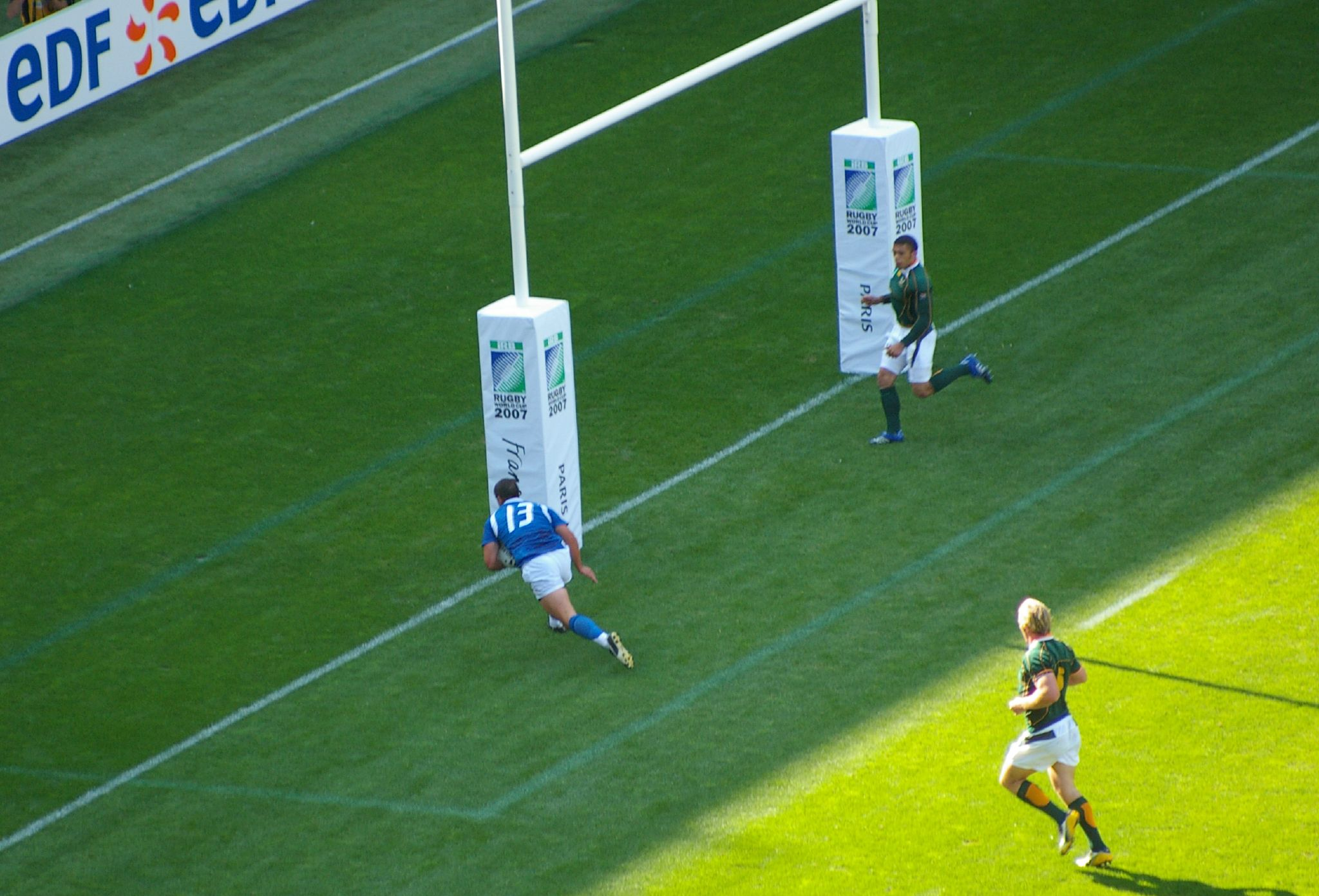
Gavin Williams zdobywa przyłożenie w meczu z RPA podczas PŚ 2007

Już w 2000 roku Williams został mistrzem świata do lat 21 z reprezentacją Nowej Zelandii. Pomimo tego faktu 19 maja 2007 roku zadebiutował jednak przeciw Fidżi w reprezentacji Samoa, z którą wystąpił podczas rozgrywek o Puchar Świata, który rozgrywany był we Francji w 2007 roku. Rozegrał wówczas dwa spotkania, oba, zarówno przeciw Springbokke, jak i przeciw 'IIkale Tahi zakończyły się zwycięstwem przeciwników Manu Samoa. Chociaż Williams zdobył wówczas wszystkie spośród 22 wywalczonych przez Samoańczyków punktów, to w kolejnych meczach: przeciw USA i Anglii, nie zasiadł nawet na ławce rezerwowych. Samoa zajęło wówczas czwarte miejsce w pięciozespołowej grupie i pożegnało się z turniejem mając, w pamięci porażkę z lokalnym rywalem – Tonga. Łącznie w reprezentacji rozegrał 16 spotkań, zdobywając w nich 106 punktów.
Williams został również powołany do drużyny Pacific Islanders, wspólnego projektu Fidżi, Samoa i Tonga, na mecze rozgrywane w listopadzie 2008 roku. Gavin nie znalazł się w meczowej 22 przeciwko Anglikom, ale za to spotkanie z Francją rozpoczął w wyjściowej piętnastce. Samoańczyk wystąpił również w kolejnym, jedynym zwycięskim meczu – przeciw Włochom.